# Мутью Адепожу
Мутью Адепожу (англ. Mutiu Adepoju, нар. 22 грудня 1970, Ібадан, Нігерія) — колишній нігерійський футболіст, що грав на позиції півзахисника.
Виступав, зокрема, за клуби «Расінг» та «Реал Сосьєдад», а також національну збірну Нігерії.

## Клубна кар'єра
Вихованець футбольної школи клубу «Фемо Скорпіонз».
У дорослому футболі дебютував 1988 року виступами за команду клубу «Шутінг Старз», в якій провів один сезон.
Згодом з 1989 по 1992 рік грав у складі команд клубів «Юліус Бергер» та «Реал Мадрид Кастілья».
Своєю грою за дубль мадридського «Реала» привернув увагу представників тренерського штабу клубу «Расінг», до складу якого приєднався 1992 року. Відіграв за клуб із Сантандера наступні чотири сезони своєї ігрової кар'єри. Більшість часу, проведеного у складі «Расінга», був основним гравцем команди.
1996 року уклав контракт з клубом «Реал Сосьєдад», у складі якого провів наступні чотири роки своєї кар'єри гравця. Граючи у складі «Реал Сосьєдада» також здебільшого виходив на поле в основному складі команди.
Протягом 2000—2005 років захищав кольори клубів «Аль-Іттіхад», «Саламанка», «Самсунспор» та АЕЛ.
Завершив ігрову кар'єру в іспанських нижчолігових клубах «Ельденсе» і «Кобена», за команди яких виступав протягом 2004—2006 років.

## Виступи за збірні
1989 року залучався до складу молодіжної збірної Нігерії. На молодіжному рівні забив 3 голи.
1990 року дебютував в офіційних матчах у складі національної збірної Нігерії. Протягом кар'єри у національній команді, яка тривала 13 років, провів у формі головної команди країни 49 матчів, забивши 5 голів.
У складі збірної був учасником Кубка африканських націй 1992 року у Сенегалі, на якому команда здобула бронзові нагороди, чемпіонату світу 1994 року у США, Кубка африканських націй 1994 року у Тунісі, здобувши того року титул континентального чемпіона, розіграшу Кубка конфедерацій 1995 року у Саудівській Аравії, чемпіонату світу 1998 року у Франції, Кубка африканських націй 2000 року у Гані та Нігерії, де разом з командою здобув «срібло», чемпіонату світу 2002 року в Японії і Південній Кореї.

## Титули і досягнення
- Чемпіон Африки (U-21): 1989
- Переможець Кубка африканських націй: 1994
- Срібний призер Кубка африканських націй: 2000
- Бронзовий призер Кубка африканських націй: 1992